# 出番を待つふたり
出番を待つふたり
は、
2021年5月より開始した、ヒロシエリと藤谷理子によるRadiotalkの番組。また、パーソナリティ2人のユニット名。
水曜22時のライブ配信のほか、収録トークの配信を週３回ほど行っている。作家はヨーロッパ企画の中川晴樹。プロデューサーはRadiotalkのいど氏。
ヒロシエリが藤谷理子を誘って、２人で開始することとなった。

## 概要
出番を待つ俳優らしく、番組の最初の挨拶は「おはようございます」、終わりの挨拶は「おつかれさまでした」である。

### ○○クエッション
- 番組の冒頭でふたりが「好きな食べ物は○○です。ヒロシエリです。」のように自己紹介する際に答える質問。

| 放送回 | 配信日    | 質問                               | ヒロの回答                               | 藤谷の回答                                                               |
| ------ | --------- | ---------------------------------- | ---------------------------------------- | ------------------------------------------------------------------------ |
| T001   | 2021/5/14 | 好きな色                           | 紫、黄緑                                 | 緑                                                                       |
| T002   | 2021/5/16 | 好きな曜日                         | 木曜日（燃えるゴミの日だから）           | 木曜日（週末の休みに向け最も気分がいいため）                             |
| T003   | 2021/5/18 | 好きな天ぷら                       | かぼちゃ                                 | エビ                                                                     |
| T004   | 2021/5/21 | 初めて行ったライブ                 | 東京事変の解散ライブ（13歳の頃）         | 井上あずみのコンサート（2,3歳の頃）                                      |
| T005   | 2021/5/23 | タトゥーを入れるなら               | 背中に龍                                 | 耳の後ろに文字                                                           |
| T006   | 2021/5/25 | 使っているシャンプー               | uka グラマラスナイティナイト             | E STANDARD                                                               |
| T007   | 2021/5/28 | 好きな寿司ねた                     | あぶりえんがわ                           | ぶり                                                                     |
| T008   | 2021/5/30 | 今日死ぬとしたら食べたいもの       | うどん亭の煮込みうどん                   | 母のだし巻き                                                             |
| T009   | 2021/6/01 | CoCo壱番屋のトッピング             | 野菜                                     | 茄子                                                                     |
| T010   | 2021/6/04 | よくやってしまう癖                 | 「なんか～」と言う                       | 左股関節を鳴らす                                                         |
| T011   | 2021/6/06 | 好きなメディア 苦手なメディア      | 好きなメディア：舞台 苦手なメディア：Web | 好きなメディア：舞台 苦手なメディア：ドラマ                              |
| T012   | 2021/6/08 | 失恋したときに聴く曲               | Aikoの「二時頃」                         | 薬師丸ひろ子「元気を出して」                                             |
| T013   | 2021/6/11 | 一番好きな方言                     | いずい(北海道弁)                         | なんぎやな(京都弁)                                                       |
| T014   | 2021/6/13 | 好きなアイス                       | 丸永製菓のあいすまんじゅう               | 丸永製菓の白くま                                                         |
| T015   | 2021/6/15 | 好きな劇場                         | BLOCH（札幌）                            | 京都府立文化芸術会館                                                     |
| T016   | 2021/6/18 | 今までで一番高かった買い物         | iPad                                     | 普通自動車運転免許（教習所の費用）                                       |
| T017   | 2021/6/20 | これだけは譲れない恋人の条件       | おもしろい人、食事の趣味が合う人         | 食べ物とお酒の趣味が合う人、いい人                                       |
| T018   | 2021/6/22 | 今一番心配なこと                   | 将来                                     | 公演中の舞台（舞台「夜は短し歩けよ乙女」）の大阪公演が無事できるかどうか |
| T019   | 2021/6/25 | 出番を待つふたりのグッズを作るなら | めちゃくちゃおしゃれなロンT              | まちの広めのしっかりしたトートバッグ                                     |
| T020   | 2021/6/27 | 好きなかき氷の味                   | ブルーハワイ                             | レモン                                                                   |

### ○○させられるふたり
- 番組の初期のライブ配信で行われていた企画。ギフトが規定数集まる度に、お題が出され２人が答えるという内容。
- 過去の企画は、「#1 歌わされるふたり」、「#2 暴露させられるふたり」、「#3 演じさせられるふたり」、「#4 モノマネさせられるふたり」
- ふたりが苦しむのにリスナーがこぞってギフトを送信したことから、リスナーが「エンマ」と呼ばれることとなった。

### 女子トーク
- 美容やファッションなどのいわゆる「女子トーク」をする回。
- ヘアケア、パーソナルカラー診断、骨格診断、Qoo10などを話題にしている。

### サムネイル
- ヒロ、藤谷の希望により、本番組用に撮り下ろした写真を使用している。写真を元に、２人で文字を入れてサムネイルを作成した。収録トーク10回ごとにサムネイルを変更している。（2021年9月時点）
- コンセプトは「令和のPuffy」であるが、スタッフ（ヒロ、藤谷いわく「おじさんたち」）からは「ヤンキー」と評された。

### テーマソング
- スペシャルウィークの「500人集まるまで10時間頑張る配信するふたり」内の17:00～の企画でヒロ、藤谷により作詞作曲された。
- 歌詞は以下の通り。

| 「おはようございます」で始まるラジオ シエリと理子の出番を待つふたり 水曜の22時に始まるラジオ エンマと晴樹に毎週会いたい 虫食べたりモノマネしたり歌うたったり（メガ割） 女優だけど女優と名乗れないアクター（今日もエチュード） 「おつかれさまでした」で終わるラジオ プロデューサーはいどさんていうんだよ シエリと理子の出番を待つふたり み み みー |

## 略歴

### お試し期間（2021年5月～）
- ライブ配信「#0 初めてライブ配信をやってみるふたり」（2021年5月12日）より番組がスタート。
- ライブ配信「#12 褒め合うふたり」（2021年8月5日）で、3ヵ月のお試し企画であったことと、番組の継続が決まっていないことが発表された。
- ライブ配信「#14 本腰を入れるふたり」（2021年8月18日）で、10月のライブ配信の累計リスナーの平均が200人を越えれば存続することが発表された。

### スペシャルウィーク（2021年9月8日～9月15日）[2]
- 番組存続のため、リスナーを増やすべく開催された。

- ライブ配信「#17 スペシャルウィーク当選発表と今後の展開を話すふたり」(2021年9月21日)にて、10月中は毎週、累計リスナーが200人を超えるまで配信を続けることで番組継続の条件となるノルマを達成する目論見が発表された。なお、この回の累計リスナーは1時間の配信で224人を記録した。

## 出演者

### レギュラー
- ヒロシエリ　-　メインパーソナリティー
- 藤谷理子　-　メインパーソナリティー
- 中川晴樹　-　構成作家（ライブ配信では主にコメントで参加。ヒロ、藤谷の両名とも出演できなかったときにライブ配信を１人で行ったことがある。）

### ゲスト
- 永野宗典
- 上田誠
- イトウワカナ
- 森田甘路
- 増澤璃凜子
- 納谷真大
- 根矢涼香